# Мегаломанија
Мегаломанија је, дословно, лудило величине. Патолошко прецењивање себе самог, својих способности и могућности. Јавља се у склопу параноје, шизофреније, старачке деменције итд.